# Индустриална революция
Индустриалната революция (също промишлена революция) е периодът на преход от предимно аграрна икономика към индустриално производство, в резултат на което аграрното общество става индустриално. Тя обхваща втората половина на 18 век и началото на 19 век (1750 – 1850). Характерни черти на прехода са стремителният ръст на производителните сили на базата на крупна машинна индустрия и утвърждаването на капитализма като господстваща икономическа система в световен план.
Промишлената революция е свързана не само с началото на масовото използване на машини, но и с промяна на цялата структура на обществото. Тя е съпроводена от рязко повишаване на производителността на труда, бърза урбанизация, начало на икономически ръст, исторически бързо увеличение на жизнения статус на населението. Промишлената революция позволява само за 3 – 5 поколения да се премине от аграрно общество към съвременната градска цивилизация.
Ефектът от Индустриалната революция се разпростира от Великобритания към Западна Европа и Северна Америка, като в крайна сметка засяга целия свят. Нейното въздействие върху обществото е толкова значимо, че тя често е сравнявана с Неолитната революция, при която човечеството създава земеделието и изоставя номадския начин на живот.

## История на термина
Най-ранната употреба на термина „индустриална революция“ изглежда е в писмо от 6 юли 1799 г. на френския дипломат Луи-Гийом Ото, в което той отбелязва, че индустриалната революция вече е започнала в неговата страна. Реймънд Уилямс пише следното за „индустрия“през 1975 г.:Идеята за нов обществен ред въз основа на огромната индустриална промяна е съвсем ясна за Саутей и Оуен между 1811 и 1818 г. Тя се използва още от времето на Блейк в началото на 90-те години на XVIII век и на Уърдзуърт към края на века.
Терминът „индустриална революция“ се използва все по-често към края на 30-те години на XIX век. В своята книга от 1844 г. „Положението на работническата класа в Англия“ (на немски: Die Lage der arbeitenden Klasse in England) Фридрих Енгелс говори за „индустриална революция – революция, която в същото време промени и цялото гражданско общество“. Разпространението на термина в голяма степен се дължи и на Арнолд Тойнби, чиито лекции от 1881 г. са посветени на нейната история. Според него светът след нея е променен:Богатството на нациите и парната машина ... разрушиха стария свят и построиха нов“.

## Причини
Причините за Индустриалната революция са сложни и остават полемични. Някои историци вярват, че революцията се заражда поради социалните и индустриални промени, настъпили в края на феодализма във Великобритания след Английската гражданска война от XVII век. Контролът на националните граници става все по-ефективен, разпространението на болести намалява, което от своя страна предотвратява епидемиите, познати отпреди. Процентът на децата, които не умират през първите си няколко години, се повишава драстично, водейки до повече работна ръка. Движението, наречено Ограждане (на английски: enclosure) и британската земеделска революция правят производството на храна по-ефективно и изискващо по-малко труд, а това създава излишък от работници в земеделието и ги кара да се пренасочат към новите фабрики в големите градове. Колониалната експанзия от XVII век, развитието на международна търговия, създаването на финансови пазари и натрупването на капитали също се считат за фактори за Индустриалната революция. Основен фактор е и Научната революция от XVII век.
До 80-те години на 20 век е широко разпространено виждането на историците, че в основата на Индустриалната революция е технологичният подем и че ключово място играе изобретяването и развитието на парната машина. По-скорошни изследвания обаче променят традиционното тълкуване на Индустриалната революция, свързано с търсенето и предлагането. Луис Мъмфорд предлага тезата, че Индустриалната революция се корени още в Ранното средновековие, което е значително по-ранно от всички останали предположения. Той обяснява, че „първообразът на индустриалната ера са печатната преса и часовникът“. Мъмфорд също изтъква, че монашеското чувство за ред в пространството и времето, илюстрирано с разполагането на църква с камбанария в центъра на средновековните градове и отбелязване на равни интервали от време с камбаната, е може би предвестник на парния двигател като по-късна физическа проява на нуждата за синхронизация.
Наличието на голям вътрешен пазар се смята за важен фактор за Индустриалната революция, като частично обяснява защо тя се появява първо във Великобритания. В други държави като Франция пазарите са разделени по отделните региони, което е съпроводено с данъци и митнически тарифи за продажба между регионите. Вътрешните тарифи в Англия са премахнати от Хенри VIII, а в Русия оцеляват до 1753 г., във Франция до 1789 г. и в Испания до 1839 г.
Допълнителен фактор в Англия е системата на ограничен монопол на изобретателите чрез издаване на патент от правителството (Постановление за монополите от 1623). Ефектите от патента – и добри, и лоши, върху развитието на индустриализацията ясно се виждат в историята на парния двигател. В замяна на публично откриване на същността на изобретението, системата на патентите награждава изобретателя (в случая Джеймс Уат), като му позволява да наложи монопол над произвеждането на първите парни двигатели. По този начин едновременно се награждава изобретателя и се ускоряват темповете на технологичното развитие. Монополът обаче носи със себе си и своята неефикасност, която може да неутрализира или дори да превиши изгодните последици от публичното представяне на изобретението и награждаването на изобретателя. Монополът на Уат може да е попречил на други изобретатели като Ричард Тревитик, Уилям Мърдок или Джонатан Хорнблоуър да представят своите подобрени парни двигатели, което от своя страна забавя революцията с около 16 години.

## История
През 17 век Англия започва да догонва световния лидер Нидерландия по темп на ръст на манифактури, а по-късно и в световната търговия и колониалната икономика. Към средата на 18 век Англия става водещата капиталистическа страна. По ниво на икономическо развитие, тя превъзхожда останалите европейски страни, разполагайки с всички необходими предпоставки за преминаване на нова степен на обществено-икономическото развитие – мащабното машинно производство.
Индустриалната революция започва в Англия в последната третина на 18 век, а в първата половина на 19 век приема всеобщ характер, обхващайки и другите страни от Европа и Америка. В световната история Индустриалната революция се свърза с изобретяването на парния двигател и въвеждането на задвижвани с пара машини, главно в текстилната промишленост.
Само по себе си, подобно изобретение едва ли би довело до нещо значимо (необходимите технически решения са били известни и по-рано), но в този период английското общество е подготвено за използването на нововъведения в широки мащаби. Това е свързано с факта, че Англия по това време преминава от статичното традиционно общество към общество с развити пазарни отношения и активна предприемаческа класа. Освен това Англия разполага с достатъчни финансови ресурси (тя е световният лидер по търговия и колониални владения), възпитано в традициите на протестантската трудова етика население и либерална политическа система, в която държавата не потиска икономическата активност.

## Технически нововъведения
Успехът на индустриалната революция се основава на няколко изобретения, появили се към края на 18 век:
- Текстилна промишленост – Памукът става все по-популярен, но търсенето изпреварва предлагането. Преденето на нишки от памук става по-производително с предачната машина, изобретена от Джеймс Харгрийвс и усъвършенствувана от Ричард Аркрайт и Самюъл Кромптън. Впоследствие сходни технологии се прилагат и за предене на нишки от вълна и лен.

Въз основа на предачната машина и механизирания тъкачен стан на Едмънд Картрайт (1784) израстват и първите текстилни фабрики. Отначало машините са задвижвани с животинска тяга или водни колела. Към 1780 г. в Англия има 20, а след още 10 години – 150 предачни фабрики и на много от тях работят по 700 – 800 души.
- Парна машина – Изобретена от Джеймс Уат и патентована през 1775 г. тя се използва първоначално в мините за изпомпване на вода. Но вече през 1780 намира приложение и като двигател за задвижване на други машини, заменяйки водната или животинска тяга.

- Металургия – В черната металургия на смяна на дървените въглища идва коксът, който по-рано се е използвал при производството на олово и мед. Сега коксът се използва не само за добиване на сив чугун (на английски: pig iron) в доменни пещи, но и за получаване на мек, ковък чугун (на английски: malleable iron), в това число и за добиване на твърдо ковашко желязо от чугун в пудалови (пудлингови) пещи, в които излишният въглерод се изгаря с помощта на кислород (процес, изобретен от Хенри Корт през 1783 – 84 г.).

Първите машини са дело на специалисти без никакви теоретични познания. В края на 18 век в Англия с думата инженер (на английски: engineer) се обозначава едновременно квалифициран работник в металургията и професионалист, който чертае и изобретява нови механизми. Един от най-талантливите сред тях е Джеймс Уат, друг е Джордж Стивънсън, който започва трудовия си път като машинист в мина, самообразова се и е назначен за инженер. Ричард Тревитик също е роден в миньорско семейство.
Освен наличието на изобретения и изобретатели, в Англия не липсват и капитали. Има много индивидуални състояния, натрупани от морското превъзходство на британския флот, от търговията с колониите, от развитието на застрахователното и банковото дело, последвало Великите географски открития. Към 1800 г. Лондон е най-големият търговски и финансов център в света и средоточие на банки, богати търговски дружества, морски компании, собственици на земя и манифактуристи. Така новите предприятия имат възможност да се осигуряват финансово. Джеймс Уат например става съдружник с богатия манифактурист Матю Болтън и в периода от 1775 до 1800 г. заводите на Уат и Болтън произвеждат 84 парни машини за памучни фабрики и 9 машини за фабрики, преработващи вълна.

## Развитие на индустрията

### Производство на текстил
В началото на 18 век английската текстилна манифактура обработва предимно вълна, като производителите са индивидуални занаятчии, които предат и тъкат на ръка в собствените си работилници. За по-фини тъкани се използват лен и памук, но обработката им е трудна поради необходимостта от предварителна обработка на материала и те са само малка част от произведените платове. С разрастването на задморските колонии вносът на памук от Индия и Америка става все по-евтин и рентабилен. Необходимостта от обработка на големи количества памук обаче изисква нововъведения и те не закъсняват.
През 1738 Луис Пол и Джон Уайът от Бирмингам патентоват ролната предачна машина и системата със совалка и бобини за тъкане на платно с равномерна дебелина. През 1743 е отворена първата фабрика в Нортхамптън с пет предачни машини с по 50 вретена. По-късно се появяват т.нар. spinning jenny през 1764 и през 1769 предачният стан на Ричард Аркрайт (основан на ролната машина на Уайът), които значително увеличават производителността на труда. От края на 18 век нататък център на памучната индустрия е Манчестър. Фабричното производство на памучни платове получава още един тласък с изобретяването на машина за почистване на памука (cotton gin) от американеца Илай Уитни (на английски: Eli Whitney) през 1793.
Следват още усъвършенствувания на отделните стъпки от предачния процес, така че вече има увеличено производство на прежда. От своя страна тъкачният процес се механизира с въвеждането на совалки и станове. Освен изобретателите, преминаването към фабрично производство става възможно и поради дейността на редица предприемачи, които внедряват изобретенията на практика. Най-прочут от тях е Ричард Аркрайт, който финансира разработките, патентова ги и започва производството. Той първи създава памучна фабрика, като събира всички процеси на едно място и първи започва да използва външно задвижване – отначало с коне, след това с вода – и така механизира памучната индустрия. Не след дълго и парната машина започва да се използва за задвижване. В началото на 19 век памучният текстил съставлява доминираща част от износа, а Великобритания измества Индия като основен доставчик на памучни платове.

### Металургия
Главната промяна в металургията е замяната на горивото – от дърва се преминава на въглища. Това до голяма степен става още преди индустриалната революция след нововъведението на Клемънт Кларк от 1678 г. – куполна пещ с въглища, при която пламъците не са в директен контакт с разтопявания метал. Това има предимството да не се внасят примеси от въглищата (например сяра) в метала. От 1678 тази технология се използва за производство на олово и от 1687 – на мед. През 1690-те започва да се прилага и за производство на чугун.
Ейбръхам Дарби изучава възможностите за използване на кокс в своята доменна пещ през 1709 г. за производство на домакински съдове от чугун. Неговите изделия били по-тънки и по-евтини от тези на конкуренцията. Коксът започва да се използва за производство на желязо на пръти през 1750 г., когато неговият син Ейбръхам Дарби II построява две нови доменни пещи.
Сега коксът се използва не само за добиване на сив чугун (на английски: pig iron), но и за получаване на мек, ковък чугун (на английски: malleable iron), в това число и за добиване на твърдо ковашко желязо от чугун в пудалови (пудлингови) пещи. Тъй като полученото с този процес желязо става все по-евтино и се предлага изобилно, то се превръща в основен строителен материал и първият чугунен мост е построен от внука Ейбръхам Дарби III през 1778 г. на река Севърн в графство Шропшър.
Желязото на пръти, използвано от занаятчиите за потребителски стоки, също започва да се произвежда по подобрен процес, изобретен от Хенри Корт през 1783 – 84 г., в който с помощта на кислород се изгаря излишният въглерод. От 1785 започва стремително увеличение на производството на желязо. Дотогава то се е внасяло от Швеция и Русия, но с новите технологични подобрения Великобритания става износител на желязо.
Наличието на евтино желязо и стомана е предпоставка за развитието на котли за парните машини, а по-късно и на железните пътища.

### Въгледобив
Въгледобивът е известен отдавна на Британските острови, особено в Уелс. Преди индустриалната революция мините често са открити и плитки, следващи въглищната жила докато е близо до повърхността. Използването на дървено скеле за подпори на галериите датира от около 1800 г. Критичните фактори за мините са осигуряването на въздух и опасността от експлозии.
В някои райони се копаят и шахти, но лимитиращият фактор е избиването на подпочвени води. Тяхното изпомпване е трудно до появата на парните машини, с чиято помощ отводняването се улеснява значително. Шахтите стават по-дълбоки и добивът на въглища се увеличава.
Друг сериозен проблем е наличието на рудничен газ гризу. Рудничният газ е бил причина за най-голям процент от смъртните случаи във въгледобивната индустрия. Известно подобрение на безопасността на миньорите се постига с изобретената от Хъмфри Дейви руднична лампа през 1816. Тези лампи обаче дават слаба светлина и се оказват не толкова безопасни. Експлозиите продължават и броят на жертвите расте през целия 19 век. Условията на работа са много тежки.

### Парата като движеща сила
Парната машина се сочи често като най-важното техническо нововъведение на Индустриалната революция. От атмосферната машина на англичанина Томас Нюкомен от 1712 г., до постепенните усъвършенствания на шотландеца Джеймс Уат парната машина постепенно намира приложение като задвижваща сила в много отрасли, не само във въгледобива, където първите машини се използват за отводняване на дълбоки шахти. Фабриките, които дотогава работят с водни колела, получават възможност да станат независими от източника на вода и вече могат да се строят навсякъде.
През 1775 Уат заедно с Матю Болтън създават компанията за парни машини Boulton & Watt. Тази компания се превръща в един от най-важните бизнеси на епохата и служи като модел за внедряване на иновации. Партньорите решават изникналите технически проблеми съвместно и успяват да увеличат ефективността на машината около 5 пъти, като по този начин се реализира 75% икономия на въглища. През 1795 Болтън и Уат отварят фабриката Soho Foundry за производство на парни машини и в началото са монополисти в тази сфера. Към 1800 г. те са построили 496 парни машини, като 164 са предназначени за изпомпване, 24 обслужват доменни пещи и 308 задвижват машини във фабрики, като повечето машини генерират мощност между 5 и 10 конски сили.
След изтичането на патента на Уат в началото на 19 век усъвършенстванията продължават и други изобретатели. Скоро се появяват портативни версии, които дава възможност да се използват за най-различни приложения. Около 1800 година Ричард Тревитик и независимо от него Оливър Еванс (1801) въвеждат използването на пара под високо налягане. Тези машини са много по-мощни и освен това могат да имат много по-малки размери, което ги прави подходящи за транспортни приложения. Оттам насетне, напредъкът в техниката и в производствените технологии (който на свой ред се дължи на въвеждането на парната машина като двигател) водят до създаване на все по-ефективни конструкции на парни машини, все по-малки и по-мощни, подходящи за използване на параходи, локомотиви, трактори и др. Парните машини са пример как промените, дължащи се на индустриализацията, водят до промени и в редица други области.

### Химикали
Индустриалното производство на химикали е важен момент от Индустриалната революция. Най-напред започват до произвеждат значителни количества сярна киселина с помощта на резервоари, облицовани с олово през 1746 г.
Производството на големи количества основи също е належащо и през 1791 г. французинът Леблан изобретява процес, носещ неговото име, с който се получава натриев карбонат (калцинирана сода). Процесът представлява реакция между сярна киселина и натриев хлорид, при която се получава натриев сулфат и солна киселина. Натриевият сулфат се нагрява заедно с варовик (калциев карбонат) и въглища, за да се получи смес от натриев карбонат и калциев сулфид. С добавяне на вода двата продукта на реакцията се отделят. Процесът отделя много замърсители, но все пак тази синтетична калцинирана сода излиза по-икономична от получаваната преди това чрез изгаряне на някои растения или водорасли, както и от калиевия карбонат, получаван от дървесна пепел.
Тези два химикала са много важни, защото правят възможно производството на множество други химични съединения, като дребното производство отстъпва на по-мащабно, по-ефективно и по-контролируемо производство. Натриевият карбонат се използва при получаването на стъкло, текстил, сапун и хартия. Сярната киселина се прилага за обработка на желязо против ръжда и за избелване на платно в текстилната индустрия. По-късно, през 1800 г., шотландецът Чарлз Тенант революционизира процеса на избелване и основава първата голяма химическа фабрика в Глазгоу, която произвежда калциев хипохлорит (хлорна вар).
През 1824 е патентован химическият процес за производство на цимент, който дава тласък на строителството. Няколко години по-късно Марк Брюнел го използва при строежа на първия подводен тунел под Темза в Лондон. Проектът за тунела Брюнел подготвя още през 1819 г., но работа започва едва през 1825 г. Прокопаването на тунела отнема цели 17 години и е завършен след много трудности през 1842 г. Циментът се използва широко и при изграждането на лондонската канализация едно поколение по-късно.
След 1860 г. фокусът на химическите изследвания е върху багрилата и начело излиза Германия, създавайки силна химическа индустрия.

### Механични инструменти
Създаването на машините на Индустриалната революция не би било възможно без разработването на подходящи инструменти за обработка на метал. Отначало при изработката на частите на машините се използвали дърво и кожа, защото металът трудно се обработва, но дървените части били нетрайни и скоро те биват заменени от метал. При обработката му се използва натрупаният опит в изработването на механични части от майсторите на часовници и научни инструменти. Механичните части на ранните текстилни машини понякога се наричат „часовникарски“, защото съдържат метални шпиндели и предавки. Докато за по-малките елементи наличните инструменти чук, пила, клещи вършат работа, то за изработка на по-големите метални детайли като корпус и рама се налага разработване на принципно нови инструменти и машини. Появяват се стругът и бормашината. Днес те са задвижвани с електричество, хидравлика или с трансмисия.
Освен струговете, първата голяма металообработваща машина е цилиндрична бормашина, използвана за пробиване на цилиндри с голям диаметър за първите парни двигатели. Нуждите на военните от по-добро въоръжение също стимулират усъвършенствуването на металорежещи и металообработващи инструменти.

## Транспорт
Вътрешният транспорт в началото на Индустриалната революция се осъществява по плавателните реки и по пътищата, като по-обемистите товари се пренасят с крайбрежни кораби-платноходи по море. Има някои релсови пътища към мините, по които с вагонетки се пренасят въглища, но все още няма построени канали. Движещата сила по сушата е животинска тяга, а в морето е вятърът. В края на Индустриалната революция пътищната мрежа е развита и подобрена с много платени пътища, които се поддържат по-добре, с канална мрежа за връзка по вода и с развита железопътна мрежа. Суровините и готовата промишлена продукция могат да се придвижват по-бързо и по-евтино от преди. Добрият транспорт стимулира и по-бързия обмен на идеи.

### Канали
По време на ранната фаза на Индустриалната революция в Европа, особено Великобритания и Ирландия, а по-късно и в нововъзникналите колонии в Северна Америка, изграждането на канали предшества развитието на железниците. Канали започват да се изграждат в края на 18 век, за да свържат производствените центрове в Мидлендс и Северна Англия с крайбрежието и Лондон. С тях лесно се транспортират големи и тежки товари, като баржите се теглят от коне по сушата. След откриването на каналите „Санки“ (1757) и „Бриджуотър“ (1761) цената на въглищата в Ливърпул и Манчестър успява да падне наполовина. Това от своя страна е причината за манията да бъдат изграждани канали във Великобритания. В периода между 1760 и 1820 година в страната са открити над сто канала. Строежът и организацията на каналната мрежа по-късно служат за образец при изграждането на железниците. В крайна сметка след 1840 г. каналите биват изместени от железниците.

### Пътища
Голяма част от пътищата по време на ранната фаза на Индустриалната революция е зле поддържана от хилядите местни енории, но от 1720 г. започват да се основават сдружения за поддръжка на пътищата срещу събиране на пътни такси. Все повече от главните пътища стават платени и към 1750 вече почти всички важни пътища в Англия и Уелс вече се поддържат. Основните пътища водят към Лондон и по тях се доставя пощата. Пренасянето на тежки товари по тях става с животинска тяга в големи товарни каруци. Има и пътнически карети за пътуващите.
Шотландецът Джон Лаудън Макадам (1756 – 1836) разработва ново надеждно покритие за пътищата от трошен камък и чакъл, което получава неговото име. Това покритие осигурява добра проходимост дори при влажния английски климат, тъй като се полага плътно в дебел слой и образува здрава основа с подобрен дренаж. От 1827 г. Макадам е назначен за главен инженер по пътищата и допринася за подобряването на пътната система и скоростното превозване на стоки и пътници.

### Железопътни линии
Строежът на релсови пътища към мините, по които с вагонетки да се пренасят въглища, започва през 17 век и често е съчетан с канална или речна мрежа за по-нататъшно транспортиране. Движеща сила за вагонетките са или коне, или просто по наклон по силата на гравитацията като с помощта на парна машина празните вагонетки се връщали в изходно положение. Първите приложения на парния локомотив са именно по такива пътища.
Обществените железници, задвижвани първоначално от коне, се появяват в първите години на 19 век, а прилагането на парни машини за същата цел започва през 1825 г. на жп линията Стоктън – Дарлингтън и през 1830 на Ливърпул – Манчестър. Строежът на основните железопътни линии между големите градове започва през 1830, но набира скорост едва към края на първата Индустриална революция. След приключването на строежите много работници не се завръщат по родните си места в селата, а мигрират към градовете и стават фабрични работници.

## Селско стопанство
Промените в транспортната мрежа спомагат за осъществяването на по-лек преход от селкостопанска към индустриална икономика. Английските фермери започват да прилагат научни методи, например ротация на културите. Съчетано с употребата на машини това им позволява да получават все по-високи добиви и да зависят по-малко от природните условия. Селското стопанство преминава постепенно изцяло на пазарна основа и произвежда достатъчно месо, зърнени храни и зеленчуци с все по-малко хора. Онези, които някога работели на полето, можели да се пренасочат към друга работа.
В началото на 19 век производителността в селското стопанство се повишила над 5 пъти в сравнение с предходните 100 години.

## Социални последици

### Урбанизация и промени в социалната структура
Бързо развиващата се промишленост и услуги откриват много нови работни места. В същото време евтините промишлени стоки водят до разорение дребните занаятчии, които са принудени да станат наемни работници. Но основен източник на попълнение на работническата класа стават селяните, които напускат селата. Само за периода от 1880 до 1914 г. 60 милиона европейци се преселват от селата в градовете. Бързото нарастване на градското население и вътрешната миграция стават практически повсеместни в Европа. Например населението на Манчестър се увеличава десет пъти между 1790 и 1900 г., а населението на Париж нараства почти двойно от 1800 до 1850 г. В редица европейски страни в началото на 20 век градското население става преобладаващо (в Белгия според преброяването от 1910 г. то е 54 %, във Великобритания (1911 г.) – 51,5 %). В Германия през 1907 г. то е 43,7 %, а във Франция през 1911 г. е 36,5 % от цялото население.
Бързата урбанизация изостря недостига на жилища и условията на живот силно се влошават. Жилищата са пренаселени, в една стая живеят по няколко души, под наем се отдават дори отделни легла. Липсват елементарни санитарни условия. През 1845 г. една санитарна комисия в Брадфорд, който е средище на производството на камгарни вълнени платове, посещава над 300 домове и установява, че там се падат по трима души на легло.
До изобретяването на газовото осветление продължителността на работния ден в предприятията зависи от естественото осветление, но с появата на изкуствено осветление фабриките вече имат възможност да работят и нощем. Във Франция през 1840-те много памуко-предачни фабрики установяват работен ден от 13,5 – 15 часа, с по половин час почивка три пъти за смяна. В английските фабрики в периода 1820 – 1840 г. работният ден продължава между 12 и 13 часа и включва три почивки. Разпространено става и да се работи в неделя.
Масово започва да се използва женски и детски труд и за първи път в историята много жени започват да ходят на работа. В текстилните фабрики мъжете работят като надзиратели или квалифицирани механици, а жените обслужват предачните и тъкачните станове и получават по-ниско заплащане. Внедряването на машини позволява да се използват неквалифицирани работници и затова повсеместно явление е и евтиният детски труд. През 1839 г. 46% от фабричните работници във Великобритания са под 18 години. Особено тежък е трудът на деца в мините, където те трябва да работят от 4 сутринта до късно следобед. Много от децата умират преди да навършат 25 години.
Романът „Оливър Туист“ на Чарлз Дикенс отразява именно онези години и тежкото положение на децата. Работейки като управител в английска фабрика, Фридрих Енгелс написва през 1842 г. студията „Положението на работническата класа в Англия“, в която стига до извода, че за подобряване на положението на пролетариата, той трябва да се бори за социализъм.

### Разпространение на знанията
Знанията за нововъведенията се разпространяват по различни пътища. Работници, получили квалификация при един работодател, след това можели да отидат при друг. Това е бил доста разпространен начин за разпространение на новостите, а в някои страни като Франция и Швеция изпращането на работници на стаж в чужбина става дори държавна политика. Стажантите си водели записки и някои от тях са достигнали до наши дни като свидетелства на епохата.
Друг начин за разпространение на знания са философските дружества и кръжоци, чиито членове изучават в частност натурфилософия, както тогава се наричат естествените науки и практическите ѝ приложения. Някои от тези общества публикуват доклади за дейността си, въз основа на които по-късно възникват научните списания и други периодични издания, както и енциклопедии.
Средновековните университети се променят значително в хода на индустриалната революция и образователните им стандарти се приближават към съвременния им вид. Освен това се появяват нови висши учебни заведения като политехническите и специализираните институти и академии.

## В други страни
През 1851 г. в Лондон е открито Голямото изложение – първото Световно индустриално изложение. То се превръща в ярка демонстрация на постиженията на Индустриалната революция. Половината от изложбената площ е на Англия, а останалите страни са напълно засенчени. Това се дължи на факта, че през първата половина на 19 век останалите европейски страни са предимно селскостопански райони. Единствена модерно развиваща се страна е Белгия. Например железопътните линии си пробиват бавно и несигурно път: през 1848 г. Франция има 1931 км, по-малко от една трета от английските, в Испания въобще няма такива. Френското земеделие е дребно, най-разпространен е малкият семеен бизнес. Фабриките били разполагани в селата, близо до работната ръка. В Германия има голяма миграция на селяни, но големите земевладелци (юнкерите) пречат на нововъведенията. Първата германска жп линия от Нюрнберг до Фюрт е открита през 1835 г. Голямата раздробеност на Германия е пречка за индустриализацията. В Русия първата жп линия между Санкт Петербург и Москва е построена от американски инженери едва през 1851 г., а прочутите дотогава уралски железодобивни заводи започват бързо да изостават от модерните английски металургични гиганти.